# 池田氏
池田氏是日本其中一個氏族。日前是日本第23大的姓氏。

## 起源
姓氏來自池田的地名。

## 簡介
在中世仕奉細川氏的池田信正、池田勝正等人較為著名。比較近期代表池田氏的人物包括備前國岡山藩及因幡、伯耆的鳥取藩。
在江戶時代初期，幕府命令大名們畫出家系譜圖，根據尾張藩儒官堀正意編制。不過後世研究指對於恒利是攝津池田氏的祖先有所懷疑。
池田氏大概主要分為三家
- 美濃池田氏
- 攝津池田氏
- 伊予池田氏

## 攝津池田氏
出自紀氏、攝津源氏賴光流、秦氏，由平安時代至戰國時代效忠源氏、楠氏、足利氏、細川氏、三好氏。在江戶時代池田知正成為旗本。死後被改易，由孫兒光重延續至明治時代。

## 池田氏（近世大名）
根據新井白石的藩翰譜及後世的寛政重修諸家譜，自稱源賴光的後代。在戰國時代開始活躍，恒興成為了領主，然後子孫成為了大名。江戶時代分別管治岡山藩及鳥取藩。明治維新後，被封為侯爵。